# محمد عثمان (لاعب كرة قدم نيجيري)
محمد عثمان (بالإنجليزية: Mohammed Usman)‏ (12 يونيو 1980 في نيجيريا - ) هو لاعب كرة قدم نيجيري في مركز الوسط. لعب مع جاجاوا جولدن ستارز وجوليوس بيرجر وكوارا يونايتد.